# 八月桂花香
《八月桂花香》（英語：The August Blossom），是台灣電視公司於1988年9月26日至同年11月18日播出的八點檔連續劇，全40集，製作人楊佩佩，導播朱莉莉，主演劉松仁、蘇明明、沈孟生與米雪等。

## 概要
本劇原本的預定劇名為《雪痕春夢》→《胡雪巖》，雖然以清代「紅頂商人」胡雪巖為主人翁，但故事純屬虛構，與史實中胡雪巖相關事蹟相去甚遠，並將劇情著重在動亂時代中角色之間的愛恨情仇。
本劇多次更改預定劇名：先是「胡雪巖」牽扯高陽原著小說《胡雪巖》版權的問題，楊佩佩未付版權費，所以劇名一再更改，但劇名都不如「胡雪巖」響亮；楊佩佩為了爭取「胡雪巖」這個劇名，把故事大綱送給高陽過目，表示除了劇名與書名一樣，內容完全與書不同，才算保住這個劇名。
在台視播出時，雖未能在收視率拔得頭籌，卻獲得了不錯的口碑：除了故事流暢與燈光運鏡的氣氛經營頗佳，劇中演員的表現也堪稱可圈可點。主題歌〈塵緣〉傳唱一時，亦成為原唱者羅文在台灣辨識度最高的曲目。本劇也是劉松仁繼台視《還君明珠》之後，二度與楊佩佩及蘇明明合作的台灣電視劇作品。
本劇於1989年外銷英屬香港，於亞洲電視黃金台以粵語配音播出。2006年2月27日起於台視國際台重播，同年並由台視文化發行套裝DVD-Video（全40集分20片收錄）。

## 劇情大綱
曾富可敵國、權傾一時的「紅頂商人」胡雪巖（劉松仁飾），因為被昔日好友、如今的宮中大太監董武祺（沈孟生飾）構陷而遭抄家，加上病入膏肓而窘迫潦倒。在意識模糊之間，胡雪巖憶起了少年時代的種種過往，以及那個他曾經深愛的女子程湘蓮（蘇明明飾）......
玉格格（米雪飾）為蘭妃之妹，自小得到家人萬般寵愛，刁蠻任性、天真不知愁滋味，身邊都是奉承的小人。一次玉格格偶遇胡雪巖，被他的正直、坦率而吸引，留下深刻印象。而胡雪巖與湘蓮認識在先，互有好感；而武祺也對湘蓮有意，陷入四角戀。玉格格為了討好雪巖，幫他叔叔春霖（李立群飾）辦好出國留學，反被父親惠親王責備。玉格格又被武祺利用，以蘭妃和小冬的姦情要脅小冬趕走湘蓮。但玉格格仍是得不到雪巖的愛，反而相處日久，和湘蓮成了好朋友。玉格格也不再強求。
一次在靈龜寺，玉格格巧遇王有齡（蕭大陸飾），兩人相談甚歡。有齡得惠親王提拔做了知縣，更對玉格格產生愛意。其後玉格格被選中入宮做秀女，惠親王不想毀了女兒一生幸福，鼓勵她逃走；於是玉格格走到湖州找胡雪巖。武祺得知此事，抓了雪巖，要脅胡母交出玉格格，得惠親王趕到相救。玉格格幸好因為皇上駕崩而不用入宮，親姊蘭妃卻要殉葬。經歷種種後，玉格格變得成熟了，被王有齡對自己一片真心所感動，答允下嫁。婚後育有一子，送與雪巖作乾兒子。武祺知道杭州會失守，故意升有齡為兩江總督，護衛杭州，實是有意加害。有齡雖知武祺用意，但仍誓死護城；而玉格格更抱定與有齡生死與共的決心。有齡與玉格格事前將兒子王矞雲（謝祖武飾）托付給雪巖，夫婦倆最終壯烈犧牲......

## 工作人員
- 監製：熊廷武
- 製作人：楊佩佩
- 策劃：許家石
- 執行製作：車軾、戴玉琴
- 製作群：陳淑華、王雲龍、吳章煉、章慧娟、許枝華
- 片頭題字、陳設：陳民生
- 編劇：江龍編劇小組
- 服裝：邱秀專、宋日卿
- 服裝設計：孔權開
- 造型設計：鈴鹿
- 梳妝：楊秋子
- 化妝：閔歡美
- 道具：崔寶弟
- 燈光：蘇良志、吳明德、陳澤霖、鄭紫祥、呂金獅
- 外景燈光：蘇良志、吳明德
- 燈光助理：何志能
- 視訊：江純照、許元裕
- 成音：呂振銘、徐恩禮、陳益銘、陳遵生
- 外景成音：呂振銘
- 攝影：李雲山、王晉文、顧志宏、陳啟仁、羅承蓀、陳三雄、陳益銘、林金安
- 外景攝影：李雲山
- 剪輯：游銀山、鄭錦棠
- 技術指導：李長盛、林健兒
- 音樂指導、音效：六鑫配音室
- 美術指導：朱克難
- 助理導播：吳素娥、李麗芳、許明月
- 副導播：許石泉、許立明、朱珍珍
- 導播：朱莉莉
- 副導演：湯莉娟、余小慧
- 導演：鞠覺亮（总导演）、李國立（执行导演）、吳一帆（执行导演）、吳保羅（执行导演）

## 登場人物／演員
本劇有香港演員參與演出，為遵守行政院新聞局規定，部分劇中角色對白採事後配音，但女主角蘇明明的對白亦採配音方式處理。
| 角色           | 演員                                 | 配音                   |
| 胡雪巖         | 劉松仁                               | 孫德成                 |
| 程湘蓮／菱子   | 蘇明明                               | 李鹃                   |
| 董武祺         | 沈孟生                               |                        |
| 玉格格（蘭軒） | 米雪                                 | 前：呂佩玉；後：陳季霞 |
| 王有齡         | 蕭大陸                               |                        |
| 王矞雲         | 謝祖武                               |                        |
| 蘭妃（蘭婷）   | 李殿馨                               |                        |
| 程小冬         | 江明                                 |                        |
| 胡春霖         | 李立群                               |                        |
| 董嵐           | 徐樂眉                               |                        |
| 董一彪         | 曹健                                 |                        |
| 胡道弘         | 雷鳴                                 |                        |
| 胡夫人         | 丁玫                                 |                        |
| 龐公公         | 韓甦                                 |                        |
| 劉彩雲         | 朱慧珍                               |                        |
| 左宗棠         | 范守義                               |                        |
| 小武松         | 夏靖庭（第一集首度出現時字幕未列名） |                        |
| 柳五           | 楊雄                                 |                        |
| 古迎尊         | 蔣桂沛                               |                        |

## 主題歌
第1集中，由於並無片頭，片頭主題歌「塵緣」被挪至片尾使用。另外，亞視播出時採用的主題歌，是林夕填詞的粵語版本。
| 曲別   | 歌名                  | 作詞                                | 作曲   | 演唱   |
| 片頭曲 | 「塵緣」              | 國語版：娃娃（陳玉貞） 粵語版：林夕 | 徐日勤 | 羅文   |
| 片尾曲 | 「餘恨」（第2～40集） | 陳玉貞                              | 鈕大可 | 陳亮吟 |

## 獎項
| 年份   | 頒獎典禮     | 獎項               | 入圍者 | 角色   | 結果 |
| ------ | ------------ | ------------------ | ------ | ------ | ---- |
| 1989年 | 第24屆金鐘獎 | 戲劇節目獎連續劇類 | 不適用 | 不適用 | 提名 |
| 1989年 | 第24屆金鐘獎 | 男演員獎           | 沈孟生 | 董武祺 | 提名 |
| 1989年 | 第24屆金鐘獎 | 男演員獎           | 雷鳴   | 胡道弘 | 提名 |
| 1989年 | 第24屆金鐘獎 | 導播獎             | 朱莉莉 | 不適用 | 獲獎 |
| 1989年 | 第24屆金鐘獎 | 攝影獎             | 李雲山 | 不適用 | 獲獎 |
| 1989年 | 第24屆金鐘獎 | 剪輯獎             | 游銀山 | 不適用 | 提名 |
| 1989年 | 第24屆金鐘獎 | 美術指導獎         | 朱克難 | 不適用 | 獲獎 |

## 作品的变迁
| 香港凤凰卫视香港台 每天15:00-17:00                | 香港凤凰卫视香港台 每天15:00-17:00                                         | 香港凤凰卫视香港台 每天15:00-17:00 |
| ------------------------------------------------- | -------------------------------------------------------------------------- | ---------------------------------- |
|                                                   | 八月桂花香 （2018年7月31日 - 2018年8月12日）                               |                                    |
| 神機妙算劉伯溫 （2017年12月16日 - 2018年7月30日） | 新月格格 （2018年8月13日 - 2018年8月23日） 煙鎖重樓 (2018年8月24日-9月5日) |                                    |